# Hadnet Asmelash
Hadnet Kidane Asmelash (* 17. Juli 1993 in Aksum) ist eine ehemalige äthiopische Radsportlerin.

## Sportlicher Werdegang
Hadnet Asmelash war zunächst sportlich als Gymnastin aktiv, bevor sie sich im Alter von 15 Jahren für den Radsport entschied. Sie ist eine von 18 weiblichen Radsportlern aus ihrer Heimatregion Mek’ele und fährt heute (Stand 2016) für das Team TransEthiopia. Die Teammitglieder bewohnen gemeinsam ein Haus und erhalten ein festes Gehalt (Männer und Frauen in derselben Höhe). Asmelash, die knapp 50 Kilogramm wiegt, trainiert morgens täglich in einer Höhe von 2400 Metern und lernt am Nachmittag Englisch. Ihr Lebensgefährte ist der Radsportler Tsgabu Grmay.
Bei den afrikanischen Meisterschaften im Dezember 2013 belegte sie im Mannschaftszeitfahren gemeinsam mit Meseret Hagos, Selam Hagos und Eyerusalem Kelil Rang drei, im Straßenrennen wurde sie Sechste. 2015 wurde sie jeweils Dritte bei den Afrikaspielen im Mannschaftszeitfahren (mit Tsega Beyene, Eyeru Gebru und Sendel Tewele) und im Straßenrennen der afrikanischen Meisterschaften. Bis 2016 errang sie sieben nationale Titel.

## Erfolge
2013
- Afrikanische Meisterschaft – Mannschaftszeitfahren

2015
- Afrikaspiele – Mannschaftszeitfahren
- Afrikanische Meisterschaft – Straßenrennen